# Karlsruher Lokalbahn
| |                     |                                                     |                                                     |
| Streckenlänge: | 32,9 km             |                                                     |                                                     |
| Spurweite: | 1000 mm (Meterspur) |                                                     |                                                     |
| Stromsystem: | 600 Volt =          |                                                     |                                                     |
| |                     |                                                     |                                                     |
| \| \| 16,0 \| Spöck \| Spöck \| \| \| 14,4 \| Friedrichstal \| Friedrichstal \| \| \| 12,6 \| Staffort \| Staffort \| \| \| 11,1 \| Schloss Stutensee \| Schloss Stutensee \| \| \| 8,7 \| Blankenloch (1891–1897) \| Blankenloch (1891–1897) \| \| \| 7,9 \| Blankenloch \| Blankenloch \| \| \| 6,2 \| Büchig \| Büchig \| \| \| 4,5 \| Hagsfeld \| Hagsfeld \| \| \| 5,0 \| Hagsfeld (bis 1936) \| Hagsfeld (bis 1936) \| \| \| 3,8 \| Bahnstrecke Mannheim–Rastatt \| Bahnstrecke Mannheim–Rastatt \| \| \| 3,7 \| Hagsfeld (Endbahnhof ab 1936) \| Hagsfeld (Endbahnhof ab 1936) \| \| \| \| Übergabe zur Bahnstrecke Mannheim–Rastatt (ab 1921) \| \| \| \| 2,1 \| Depot Hirtenweg (ab 1921) \| Depot Hirtenweg (ab 1921) \| \| \| 1,6 \| Neuer Friedhof \| Neuer Friedhof \| \| \| \| Anschluss Haid & Neu (1919–1956) \| \| \| \| \| Anschluss Haid & Neu \| \| \| \| 1,0 \| Rondell \| Rondell \| \| \| 0,4 \| Durlacher Tor \| Durlacher Tor \| \| \| 0,0 \| Lokalbahnhof \| Lokalbahnhof \| \| \| \| Übergabe zur Staatsbahn \| \| \| \| 0,2 \| Kronenstraße (bis 1917) \| Kronenstraße (bis 1917) \| \| \| 0,6 \| Winterdenkmal \| Winterdenkmal \| \| \| \| neue Strecke ab 1917 \| \| \| \| 1,3 \| Karlstor/Karlstraße \| Karlstor/Karlstraße \| \| \| 1,6 \| Hirschstraße \| Hirschstraße \| \| \| \| Hardtbahn (bis 1913) \| \| \| \| 1,9 \| Westendstraße/Lessingstraße \| Westendstraße/Lessingstraße \| \| \| \| Anschluss DWM/Konsum (1917–1952) \| \| \| \| \| Anschluss Moninger (1917–1935) \| \| \| \| 2,4 \| Grenzstraße \| Grenzstraße \| \| \| \| neue Strecke ab 1917 \| \| \| \| \| Schillerstraße ab 1908 \| \| \| \| \| Körnerstraße (nur Straßenbahn) \| \| \| \| 3,2 \| Schwimmschulallee (1890–1895) \| Schwimmschulallee (1890–1895) \| \| \| \| vom Bahnhof Karlsruhe West (ab 1917) \| \| \| \| 3,8 \| Kühler Krug (bis 1913: Schwimmschule) \| Kühler Krug (bis 1913: Schwimmschule) \| \| \| 4,0 \| Bahnstrecke Winden–Karlsruhe (ab 1913) \| Bahnstrecke Winden–Karlsruhe (ab 1913) \| \| \| 4,50,0 \| Grünwinkel \| Grünwinkel \| \| \| \| \| \| \| \| 0,5 \| Pfalzstraße \| Pfalzstraße \| \| \| 1,6 \| Appenmühle/Festhalle \| Appenmühle/Festhalle \| \| \| 2,1 \| Daxlanden \| Daxlanden \| \| \| 5,0 \| Pfalzstraße \| Pfalzstraße \| \| \| 7,5 \| Ausweiche (1911–1932) \| Ausweiche (1911–1932) \| \| \| 9,2 \| Forchheim \| Forchheim \| \| \| 11,3 \| Mörsch \| Mörsch \| \| \| 14,1 \| Durmersheim Gasthof Lamm \| Durmersheim Gasthof Lamm \| \| \| 14,8 \| Durmersheim \| Durmersheim \| |                     |                                                     |                                                     |
| Kopfbahnhof Streckenanfang (Strecke außer Betrieb) | 16,0                | Spöck                                               | Spöck                                               |
| Haltepunkt / Haltestelle (Strecke außer Betrieb) | 14,4                | Friedrichstal                                       | Friedrichstal                                       |
| Haltepunkt / Haltestelle (Strecke außer Betrieb) | 12,6                | Staffort                                            | Staffort                                            |
| Haltepunkt / Haltestelle (Strecke außer Betrieb) | 11,1                | Schloss Stutensee                                   | Schloss Stutensee                                   |
| Haltepunkt / Haltestelle (Strecke außer Betrieb) | 8,7                 | Blankenloch (1891–1897)                             | Blankenloch (1891–1897)                             |
| Bahnhof (Strecke außer Betrieb) | 7,9                 | Blankenloch                                         | Blankenloch                                         |
| Haltepunkt / Haltestelle (Strecke außer Betrieb) | 6,2                 | Büchig                                              | Büchig                                              |
| Haltepunkt / Haltestelle (Strecke außer Betrieb) | 4,5                 | Hagsfeld                                            | Hagsfeld                                            |
| Bahnhof (Strecke außer Betrieb) | 5,0                 | Hagsfeld (bis 1936)                                 | Hagsfeld (bis 1936)                                 |
| Kreuzung (Strecken außer Betrieb) | 3,8                 | Bahnstrecke Mannheim–Rastatt                        | Bahnstrecke Mannheim–Rastatt                        |
| Haltepunkt / Haltestelle (Strecke außer Betrieb) | 3,7                 | Hagsfeld (Endbahnhof ab 1936)                       | Hagsfeld (Endbahnhof ab 1936)                       |
| Abzweig geradeaus und von links (Strecke außer Betrieb) |                     | Übergabe zur Bahnstrecke Mannheim–Rastatt (ab 1921) | Übergabe zur Bahnstrecke Mannheim–Rastatt (ab 1921) |
| Dienststation / Betriebs- oder Güterbahnhof (Strecke außer Betrieb) | 2,1                 | Depot Hirtenweg (ab 1921)                           | Depot Hirtenweg (ab 1921)                           |
| Haltepunkt / Haltestelle (Strecke außer Betrieb) | 1,6                 | Neuer Friedhof                                      | Neuer Friedhof                                      |
| Abzweig geradeaus und nach rechts (Strecke außer Betrieb) |                     | Anschluss Haid & Neu (1919–1956)                    | Anschluss Haid & Neu (1919–1956)                    |
| Kreuzung (Strecken außer Betrieb) |                     | Anschluss Haid & Neu                                | Anschluss Haid & Neu                                |
| Haltepunkt / Haltestelle (Strecke außer Betrieb) | 1,0                 | Rondell                                             | Rondell                                             |
| Haltepunkt / Haltestelle (Strecke außer Betrieb) | 0,4                 | Durlacher Tor                                       | Durlacher Tor                                       |
| Bahnhof (Strecke außer Betrieb) | 0,0                 | Lokalbahnhof                                        | Lokalbahnhof                                        |
| Abzweig geradeaus und nach links (Strecke außer Betrieb) |                     | Übergabe zur Staatsbahn                             | Übergabe zur Staatsbahn                             |
| Haltepunkt / Haltestelle (Strecke außer Betrieb) | 0,2                 | Kronenstraße (bis 1917)                             | Kronenstraße (bis 1917)                             |
| Haltepunkt / Haltestelle (Strecke außer Betrieb) | 0,6                 | Winterdenkmal                                       | Winterdenkmal                                       |
| Strecke von links (außer Betrieb) · Abzweig geradeaus und nach rechts (Strecke außer Betrieb) |                     | neue Strecke ab 1917                                | neue Strecke ab 1917                                |
| Haltepunkt / Haltestelle (Strecke außer Betrieb) · Haltepunkt / Haltestelle (Strecke außer Betrieb) | 1,3                 | Karlstor/Karlstraße                                 | Karlstor/Karlstraße                                 |
| Haltepunkt / Haltestelle (Strecke außer Betrieb) · Strecke (außer Betrieb) | 1,6                 | Hirschstraße                                        | Hirschstraße                                        |
| Kreuzung (Strecken außer Betrieb) · Strecke (außer Betrieb) |                     | Hardtbahn (bis 1913)                                | Hardtbahn (bis 1913)                                |
| Haltepunkt / Haltestelle (Strecke außer Betrieb) · Haltepunkt / Haltestelle (Strecke außer Betrieb) | 1,9                 | Westendstraße/Lessingstraße                         | Westendstraße/Lessingstraße                         |
| Strecke (außer Betrieb) · Abzweig geradeaus und von links (Strecke außer Betrieb) |                     | Anschluss DWM/Konsum (1917–1952)                    | Anschluss DWM/Konsum (1917–1952)                    |
| Abzweig geradeaus und nach rechts (Strecke außer Betrieb) · Strecke (außer Betrieb) |                     | Anschluss Moninger (1917–1935)                      | Anschluss Moninger (1917–1935)                      |
| Haltepunkt / Haltestelle (Strecke außer Betrieb) · Strecke (außer Betrieb) | 2,4                 | Grenzstraße                                         | Grenzstraße                                         |
| Strecke nach links (außer Betrieb) · Abzweig geradeaus und von rechts (Strecke außer Betrieb) |                     | neue Strecke ab 1917                                | neue Strecke ab 1917                                |
| Haltepunkt / Haltestelle (Strecke außer Betrieb) |                     | Schillerstraße ab 1908                              | Schillerstraße ab 1908                              |
| Haltepunkt / Haltestelle (Strecke außer Betrieb) |                     | Körnerstraße (nur Straßenbahn)                      | Körnerstraße (nur Straßenbahn)                      |
| Haltepunkt / Haltestelle (Strecke außer Betrieb) | 3,2                 | Schwimmschulallee (1890–1895)                       | Schwimmschulallee (1890–1895)                       |
| Abzweig geradeaus und von rechts (Strecke außer Betrieb) |                     | vom Bahnhof Karlsruhe West (ab 1917)                | vom Bahnhof Karlsruhe West (ab 1917)                |
| Haltepunkt / Haltestelle (Strecke außer Betrieb) | 3,8                 | Kühler Krug (bis 1913: Schwimmschule)               | Kühler Krug (bis 1913: Schwimmschule)               |
| Kreuzung (Strecke geradeaus außer Betrieb) | 4,0                 | Bahnstrecke Winden–Karlsruhe (ab 1913)              | Bahnstrecke Winden–Karlsruhe (ab 1913)              |
| Bahnhof (Strecke außer Betrieb) | 4,50,0              | Grünwinkel                                          | Grünwinkel                                          |
| Strecke von links (außer Betrieb) · Abzweig geradeaus und nach rechts (Strecke außer Betrieb) |                     |                                                     |                                                     |
| Haltepunkt / Haltestelle (Strecke außer Betrieb) · Strecke (außer Betrieb) | 0,5                 | Pfalzstraße                                         | Pfalzstraße                                         |
| Haltepunkt / Haltestelle (Strecke außer Betrieb) · Strecke (außer Betrieb) | 1,6                 | Appenmühle/Festhalle                                | Appenmühle/Festhalle                                |
| Kopfbahnhof Streckenende (Strecke außer Betrieb) · Strecke (außer Betrieb) | 2,1                 | Daxlanden                                           | Daxlanden                                           |
| Haltepunkt / Haltestelle (Strecke außer Betrieb) | 5,0                 | Pfalzstraße                                         | Pfalzstraße                                         |
| Blockstelle (Strecke außer Betrieb) | 7,5                 | Ausweiche (1911–1932)                               | Ausweiche (1911–1932)                               |
| Bahnhof (Strecke außer Betrieb) | 9,2                 | Forchheim                                           | Forchheim                                           |
| Bahnhof (Strecke außer Betrieb) | 11,3                | Mörsch                                              | Mörsch                                              |
| Haltepunkt / Haltestelle (Strecke außer Betrieb) | 14,1                | Durmersheim Gasthof Lamm                            | Durmersheim Gasthof Lamm                            |
| Kopfbahnhof Streckenende (Strecke außer Betrieb) | 14,8                | Durmersheim                                         | Durmersheim                                         |

Die Karlsruher Lokalbahn, abgekürzt KLB beziehungsweise umgangssprachlich Lobberle genannt, war eine meterspurige Schmalspurbahn, die Karlsruhe mit Daxlanden, Durmersheim und Spöck verband. Die 1890/91 eröffnete Lokalbahn – teilweise auch als Kleinbahn klassifiziert – verzeichnete kaum wirtschaftlichen Erfolg, so dass die meisten Abschnitte bereits bis 1938 wieder stillgelegt wurden. Ein Restverkehr im Stadtgebiet von Karlsruhe konnte sich noch bis 1955 halten. Teile der Strecke sind – mal mehr, mal weniger auf der Originaltrasse – als Stadtbahnlinie S2 wieder erstanden.

## Geschichte

### Entstehung
Nachdem um 1880 das Badische Eisenbahnnetz weitgehend fertiggestellt war, blieben im Raum Karlsruhe zwei größere Lücken: die Orte im Nordosten der Stadt sowie im Südwesten waren ohne Eisenbahnanschluss geblieben. Da ein Eisenbahnanschluss zur damaligen Zeit wirtschaftlichen Aufschwung versprach und den Einwohnern die Annahme von Arbeitsplätzen in den aufstrebenden Industriebetrieben Karlsruhes ermöglichte, wurden seit 1883 verschiedene Überlegungen zum Bau einer Lokalbahn angestellt, die die Lücke im Eisenbahnnetz schließen sollte. Schließlich gelang es, den Eisenbahnunternehmer Herrmann Bachstein und seine Finanziers für das Projekt zu interessieren. Nach Erteilung der Konzession im Jahr 1888 begannen die Bauarbeiten. Generalunternehmer und erster Betriebsführer war die Centralverwaltung für Secundairbahnen Herrmann Bachstein.
Die südliche Strecke von Karlsruhe über Grünwinkel, Forchheim, Mörsch nach Durmersheim konnte am 6. Oktober 1890 eröffnet werden. Sie begann in Karlsruhe am Lokalbahnhof, der sich in der Kapellenstraße unweit des damaligen Karlsruher Hauptbahnhofs befand und wo eine Werkstatt eingerichtet wurde. Der Endpunkt in Durmersheim lag am heutigen Chennevieres-Platz.
Die nördliche Strecke wurde kurz darauf am 29. Oktober gleichen Jahres eröffnet und führte zunächst vom Lokalbahnhof zum damals Neuer Friedhof genannten Hauptfriedhof Karlsruhe. Am 29. Januar 1891 erfolgte die Verlängerung über Hagsfeld, Blankenloch, Staffort und Friedrichstal nach Spöck. Nördlich von Blankenloch führte sie querfeldein im Zick-Zack und berührte Staffort, Friedrichstal und Spöck nur am damaligen Ortsrand. Am Bahnhof Spöck wurde eine Remise errichtet, die noch dem nachfolgenden Omnibusverkehr dient.

### Betrieb in den Anfangsjahren

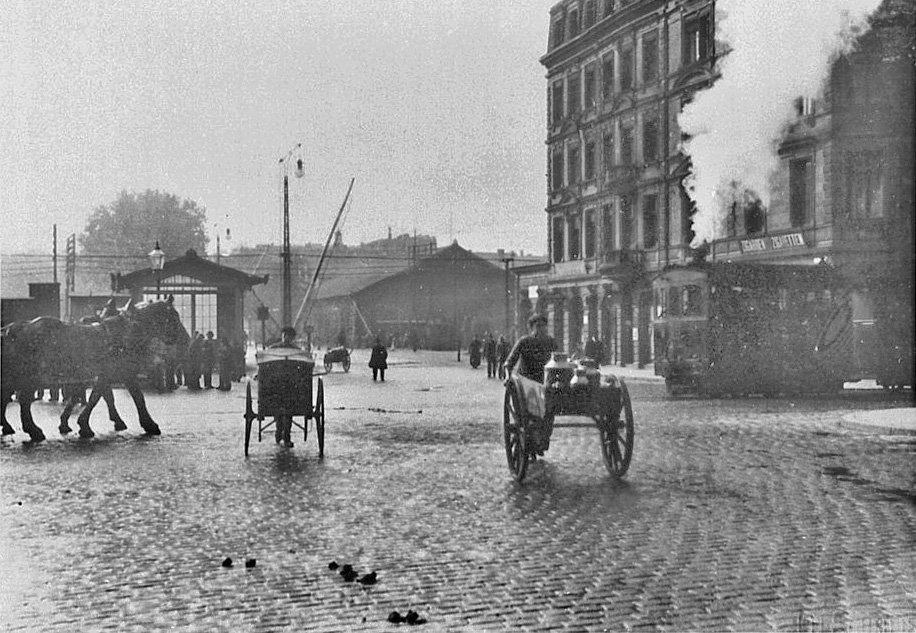
Kastendampflok der Lokalbahn am Rüppurrer Tor, vor dem Ersten Weltkrieg

Die Züge wurden von ursprünglich sieben kleinen Kastendampflokomotiven gezogen. Aufgrund ihrer geringen Geschwindigkeit waren die Fahrzeiten sehr lang: für die 14,8 Kilometer lange Südstrecke benötigten die Züge etwa eine Stunde, für die 16,0 Kilometer lange Nordstrecke 65 Minuten.
Der Karlsruher Lokalbahn war kein großer wirtschaftlicher Erfolg beschieden. Zwar war der Berufsverkehr beachtlich, allerdings blieb der übrige Verkehr bescheiden, auch der Güterverkehr blieb unter den Erwartungen. So sind für das Geschäftsjahr 1910/1911 1,8 Millionen Fahrgäste, 781 Hunde, 394 sonstige Tiere, 15.000 Gepäckstücke und 5400 Tonnen Güter nachgewiesen. Mit zu den wirtschaftlich ernüchternden Ergebnissen trug der Bau der Hauptbahn Graben-Neudorf–Blankenloch–Karlsruhe–Durmersheim–Rastatt im Jahr 1895 bei, die nahezu parallel zur Lokalbahn verlief und ihr erhebliche Konkurrenz bereitete.
Am 1. April 1897 ging die Bahn auf die Süddeutsche Eisenbahn-Gesellschaft (SEG) über. Ansätze, die Bahn durch eine Elektrifizierung im Karlsruher Stadtbereich attraktiver zu machen, wurden nicht umgesetzt. Dagegen wurde am 8. Dezember 1913 eine Zweigstrecke von Grünwinkel nach Daxlanden eröffnet. Die ursprünglich geplante Verlängerung zum Karlsruher Rheinhafen kam ebenso nicht mehr zustande wie die Zweigstrecke zum damaligen Mühlburger Bahnhof am Fliederplatz.

### Übernahme durch die Stadt Karlsruhe
Anfang des 20. Jahrhunderts entwickelte die Stadt Karlsruhe Pläne, das Umland durch ein Netz von Kleinbahnen und Überlandstraßenbahnen zu erschließen. Vorbild war die Stadt Mannheim, die dieses Ziel 1911 mit Gründung der Oberrheinischen Eisenbahn-Gesellschaft erreichen konnte. Ähnliche Vorhaben gab es auch in Straßburg und in Basel. Daher versuchte die Stadt Karlsruhe, die Lokalbahn und die ebenfalls meterspurige Albtalbahn durch Gründung einer gemeinsamen Betreibergesellschaft mit städtischer Beteiligung in ihre Hand zu bekommen.
Zwar scheiterten die Verhandlungen bezüglich der Albtalbahn, doch immerhin konnte die Stadt der SEG die Lokalbahn für 1,95 Millionen Mark abkaufen. Sie wurde zum 1. Januar 1915 dem Städtischen Bahnamt angegliedert, das bereits das seit 1877 bestehende normalspurige Straßenbahnnetz betrieb.

### Modernisierung, Elektrifizierung und Aufnahme des Güterverkehrs
Die Stadt Karlsruhe begann alsbald, die Lokalbahn zu modernisieren. So wurde im Stadtbereich eine neue, gemeinsame und dreischienige Streckenführung mit der Straßenbahn durch die Mathystraße erstellt und die bisherige Strecke durch die Kriegsstraße aufgegeben, der neue Streckenabschnitt konnte am 15. September 1917 in Betrieb genommen werden. Zugleich erfolgte die Aufnahme des Güterverkehrs mit Rollwagen innerhalb Karlsruhes. Hierzu erhielten folgende Unternehmen eigene Anschlussgleise:
- die Brauerei Moninger in der Kriegsstraße 128–130 (später 210–216), Zufahrt über die Moningerstraße
- die Deutsche Waffen- und Munitionsfabriken (DWM) in der Gartenstraße 71
- der Lebensbedürfnisverein Karlsruhe (später Konsum) in der Roonstraße 28

Bedingt durch ersteren Anschluss blieb ein Teil der ursprünglichen Strecke durch die Kriegsstraße auch nach 1917 erhalten. Die Güterwagen für den Lebensbedürfnisverein mussten ferner das DWM-Gelände passieren, das heißt die beiden Unternehmen teilten sich ein gemeinsames Gleis. 1919 folgte außerdem noch der Anschluss für die Nähmaschinenfabrik Haid & Neu (später Singer) in der Haid-und-Neu-Straße 7.
Ebenfalls 1917 begann die Stadt mit der Elektrifizierung der Strecken Lokalbahnhof–Hagsfeld und Lokalbahnhof–Grünwinkel–Daxlanden, die jedoch kriegsbedingt erst mit Eröffnung des elektrischen Betriebs am 12. Februar 1919 zwischen Lokalbahnhof und Hagsfeld sowie 1921 nach Daxlanden fertiggestellt werden konnte. Auf den elektrifizierten Strecken wurden zu elektrischen Triebwagen umgebaute zweiachsige Personenwagen eingesetzt, für die am Hirtenweg eine Abstellhalle errichtet worden war. 1923 wurde auf den beiden elektrischen Strecken ein Taktverkehr eingerichtet. Die Züge nach Durmersheim und Spöck verkehrten weiterhin mit Dampflokomotiven.
Die wirtschaftlich schlechte Lage nach dem Ersten Weltkrieg brachte schließlich das Aus für die Lokalbahnstrecke nach Spöck. Wegen Unrentabilität wurde der Abschnitt Hagsfeld–Spöck am 1. Januar 1922 stillgelegt. Überlegungen Mitte der 1920er Jahre, die Strecke zumindest bis Blankenloch als elektrische Überlandstraßenbahn wiederaufleben zu lassen, konnten nicht realisiert werden.
Geringe Rentabilität kennzeichnete auch den Betrieb auf der Südstrecke nach Durmersheim. Dennoch ließ die Stadt Karlsruhe diese elektrifizieren. Eröffnet wurde der elektrische Betrieb am 16. November 1929 mit den zweiachsigen Triebwagen, die auch nach Daxlanden und Hagsfeld verkehrten. Durch die Beschaffung von drei elektrischen Gepäcklokomotiven von der Waggonfabrik Rastatt konnte der Dampfbetrieb ab 1930 auf die Bedienung der Anschlussgleise beschränkt werden.

### Stilllegung
Trotz Modernisierung blieb die wirtschaftliche Situation der Karlsruher Lokalbahn kritisch. Der Streckenabschnitt durch die Innenstadt wurde 1932 im Personenverkehr aufgegeben. Die Lokalbahn aus Hagsfeld – jetzt als Linie 11 bezeichnet – endete am Hauptfriedhof, die Züge aus Durmersheim und Daxlanden – wohin die Linie 12 fuhr – am Kühlen Krug, dort musste jeweils in die normalspurige Straßenbahn umgestiegen werden. 1935 endete außerdem der Güterverkehr zur Brauerei.
Verschlissene Gleise und mangelnde Nachfrage führten schließlich auch zur Stilllegung der Strecken Mörsch–Durmersheim (26. April 1936), Mörsch–Grünwinkel (14. August 1937) und Daxlanden–Kühler Krug (31. März 1938). Der Endpunkt der Strecke in Hagsfeld wurde 1936 vor den Bahnübergang verlegt. Bedingt durch den Zweiten Weltkrieg konnte sich somit nur noch der Personenverkehr nach Hagsfeld sowie der Güterverkehr in der Südweststadt länger halten. Letztlich war der Anschluss DWM/Konsum bis 1952 in Betrieb, der Personenverkehr nach Hagsfeld endete am 2. Mai 1955 und der Güterverkehr zur Firma Haid & Neu 1956.

## Weitere Entwicklung
Zwar scheiterten die Pläne der Stadt Karlsruhe zur Schaffung eines Überlandstraßenbahnnetzes in der ersten Hälfte des 20. Jahrhunderts, allerdings wurden die Pläne auch nach dem Zweiten Weltkrieg nicht aufgegeben.
Mit der Integration der Albtalbahn in das Karlsruher Straßenbahnnetz Ende der 1950er Jahre konnte eine Phase des Netzausbaus eingeläutet werden, in deren Verlauf ab 1989 mit der heutigen Stadtbahnlinie S2 eine Strecke entstand, die dem Verlauf der früheren Karlsruher Lokalbahn teilweise folgt und die Mörsch im Süden mit Karlsruhe und Spöck im Norden verbindet. Sie ist jedoch normalspurig und fährt mitten durch die Karlsruher Innenstadt. Eine Verlängerung im Süden bis nach Durmersheim wurde diskutiert, fand aber keine politische Mehrheit.

## Relikte

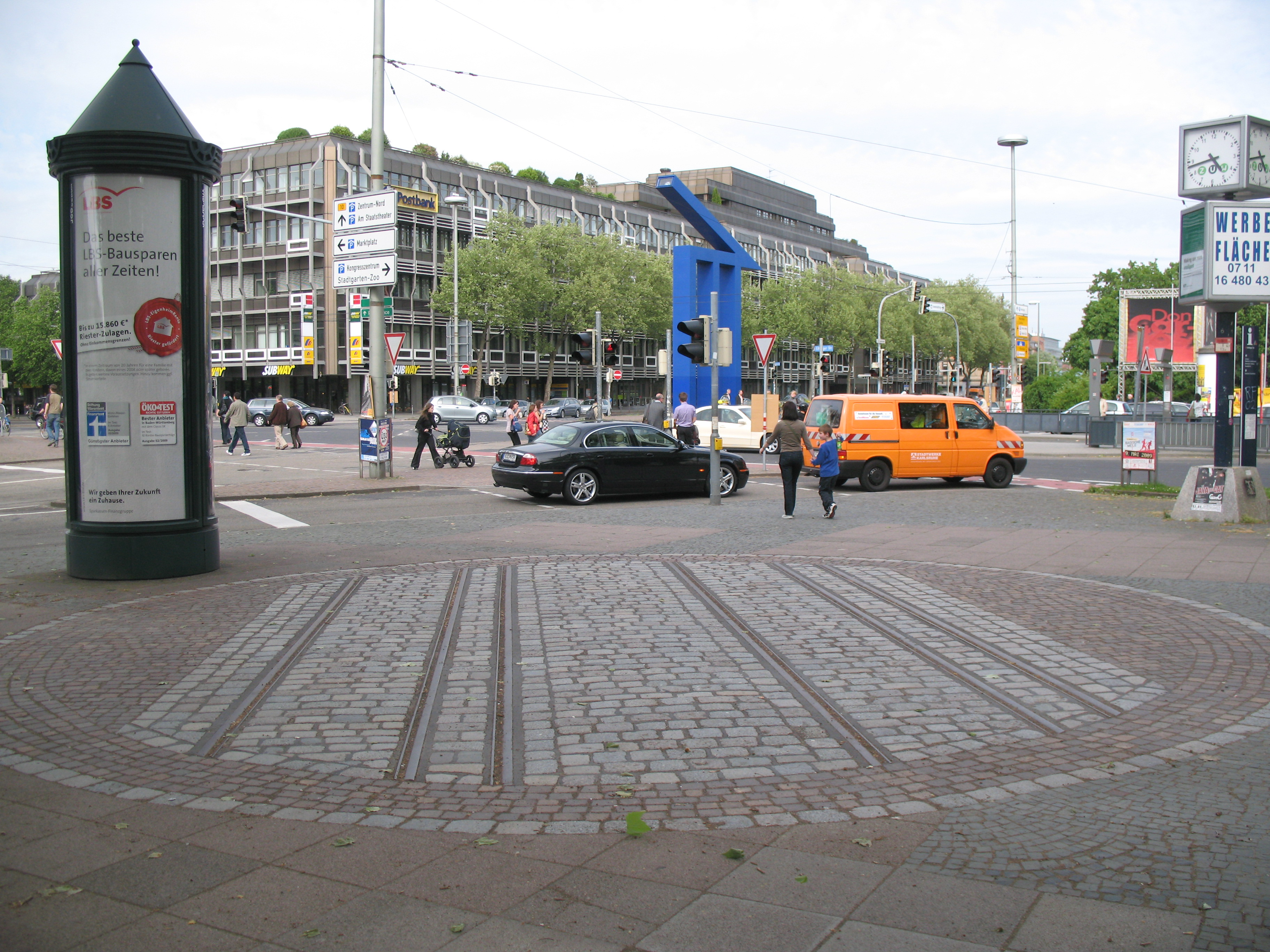
Dreischieniges Gleisjoch als Denkmal

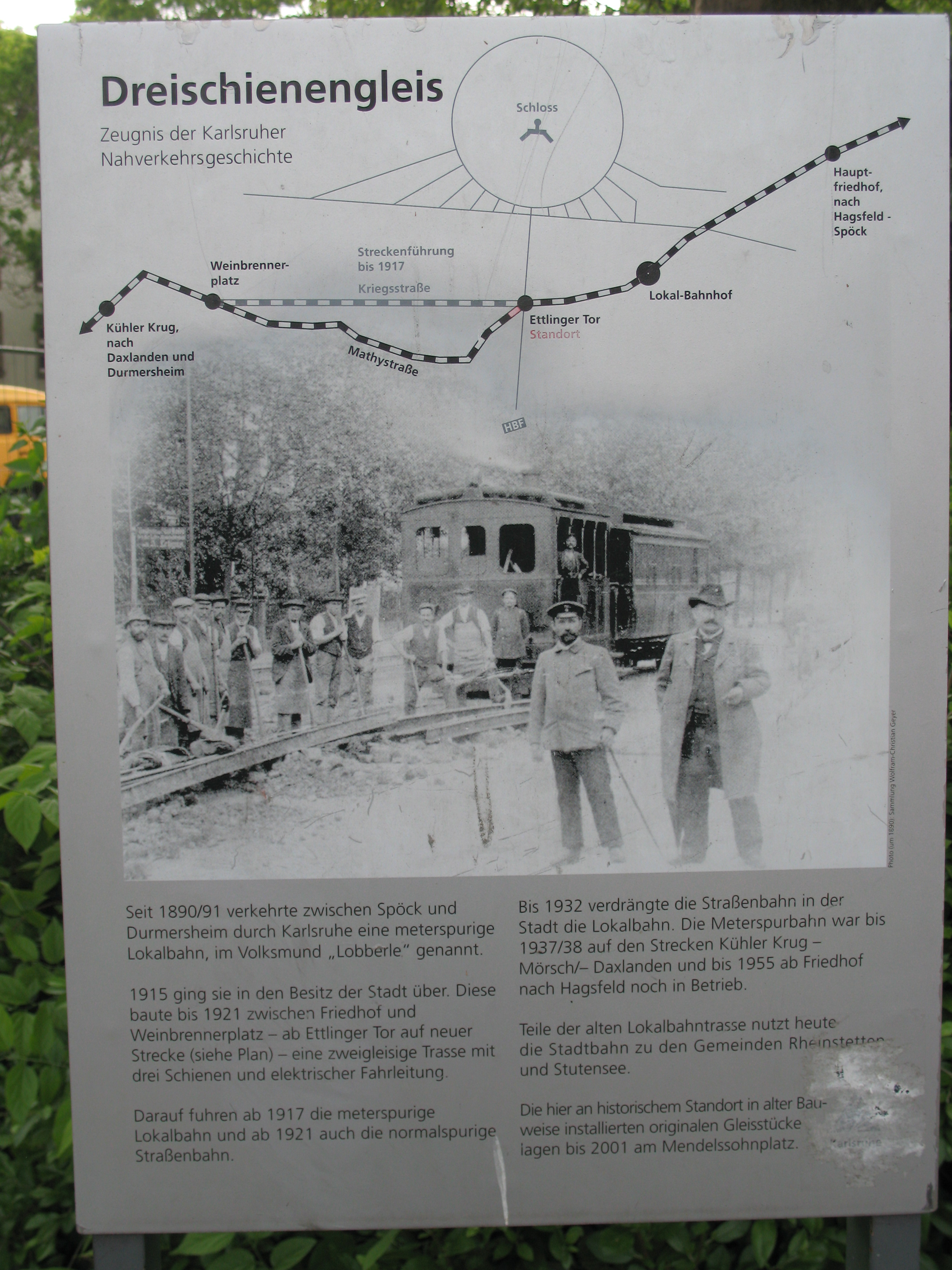
Gedenktafel

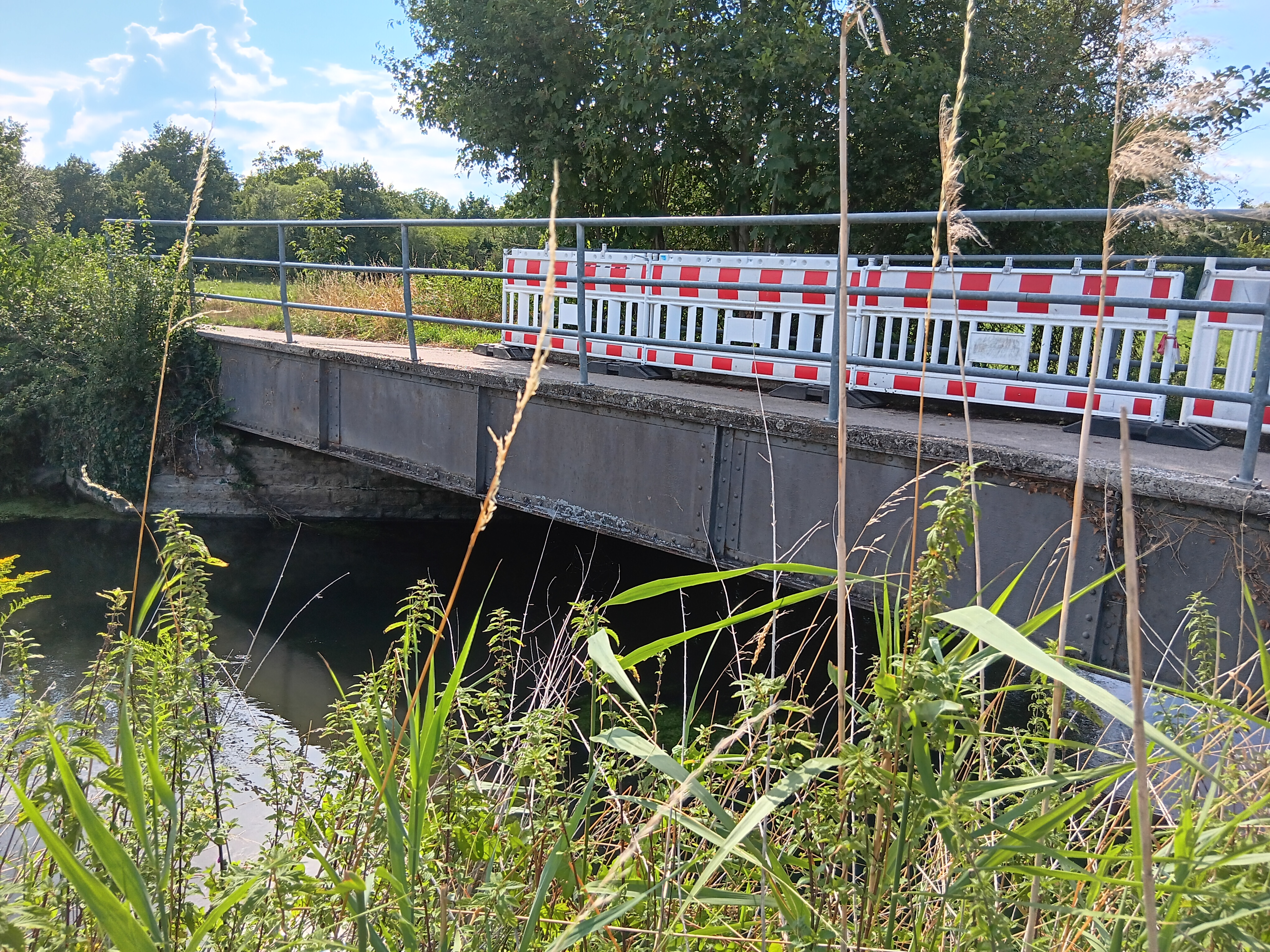
Ehemalige Brücke der Lokalbahn über die Heglach nahe Schloss Stutensee

Nach Stilllegung der Karlsruher Lokalbahn wurden Gleise und Anlagen Stück für Stück abgebaut. Folgende Relikte blieben erhalten:
- Oberleitungsrosetten an verschiedenen Stellen
- am Hauptfriedhof die ehemalige Wartehalle der Straßenbahn, die auch von Fahrgästen der Lokalbahn genutzt wurde. Sie wurde in den Jahren 1905–1906 von Friedrich Beichel vom städtischen Hochbauamt erbaut und gilt heute als Kulturdenkmal.[2]
- nahe Schloss Stutensee die Brücke über die Heglach.[3]

Die Lokomotiven und elektrischen Triebwagen der Lokalbahn wurden verschrottet, einige Wagen konnten an andere Bahnen verkauft werden und blieben zum Teil bis heute erhalten.
Ferner existiert ein Denkmal am Ettlinger Tor (südwestliche Ecke der Kreuzung) in Form eines in den Boden eingelassenen dreischienigen Gleisjochs. Bei dem Denkmal handelte es sich um einen originalen Gleisrest, der bis 2001 in der Kriegsstraße kurz vor dem Mendelssohnplatz lag.